# Gwynne Edwards
Gwynne Edwards (1909 – 9. června 2000) byl velšský violista a pedagog.

## Život
Narodil se ve vesnici Pontycymer na jihu Walesu a studoval hru na housle a varhany. Během studií na škole ve městě Taunton na jihozápadě Anglie se věnoval také hře ragby. V roce 1927 dostal stipendium na londýnskou konzervatoř Royal Academy of Music, kde začal pod vedením Lionela Tertise hrát na violu. Během druhé světové války sloužil jako tankový velitel. Již ve třicátých letech začal hrát v orchestru BBC Symphony Orchestra, kam se vrátil i po válce, ale již roku 1947 dostal místo hlavního violisty v London Symphony Orchestra.
Později spolupracoval například s Royal Philharmonic Orchestra. Dále se věnoval komorní hudbě, hrál například v kvartetech Quartet Pro Musica a Virtuoso Ensemble. Roku 1953 vedl violovou sekci během korunovace královny Alžběty II. V roce 1967 hrál v písni „A Day in the Life“ z alba Sgt. Pepper's Lonely Hearts Club Band anglické rockové skupiny The Beatles. Dále spolupracoval například s Barbrou Streisandovou, Frankem Sinatrou, Tomem Jonesem a Bing Crosbym. Rovněž se věnoval pedagogické činnosti, mezi jeho žáky patřil například John Cale, kterého vyučoval na londýnské univerzitě Goldsmiths počátkem šedesátých let. Po dobu 36 let byl profesorem hry na violu a komorní hudby na Royal Academy of Music. Zemřel roku 2000 ve věku 90 let v anglickém městě Leominster.